# Cierp-Gaud
 Cierp-Gaud  là một xã thuộc tỉnh Haute-Garonne trong vùng Occitanie ở tây nam nước Pháp. Xã nằm ở khu vực có độ cao từ 460-1840 mét trên mực nước biển.